# دیلن بیکر
دیلن بیکر (انگلیسی: Dylan Baker؛ زادهٔ ۷ اکتبر ۱۹۵۹) یک هنرپیشه اهل ایالات متحده آمریکا است. وی از سال ۱۹۸۶ میلادی تاکنون مشغول فعالیت بوده‌است.
از فیلم‌ها یا برنامه‌های تلویزیونی که وی در آن نقش داشته‌است می‌توان به مرد عنکبوتی ۲، مرد عنکبوتی ۳، شهرت، قایم موشک، افشاگری، شادی، قلب تصادفی، سیزده روز، جشن شکار، وقتی که عنکبوت می‌آید، جنگ گربه‌ها، ترفند درمان، عاشقانه شماره ۹، به سادگی غیرقابل مقاومت، نحوه برخورد، الیزابت هاروست، ریک، فرشته سنگی، پروژه لارامی  و فوت کرد اشاره نمود.